# Arístides Masi
Arístides Nicolás Masi González (ur. 14 stycznia 1977 w Asunción) – paragwajski piłkarz występujący na pozycji napastnika.

## Kariera klubowa
Masi jest wychowankiem drużyny Sportivo Luqueño z siedzibą w mieście Luque, w której spędził większość swojej piłkarskiej kariery. W paragwajskiej Primera División zadebiutował jako dwudziestolatek w sezonie 1997, natomiast już kilka miesięcy później udał się na półroczne wypożyczenie do Sol de América. W rozgrywkach 2000 reprezentował za to barwy Sportivo San Lorenzo. Jedyny sukces podczas swojego pobytu w Luqueño odniósł podczas sezonu 2001, kiedy to jako podstawowy piłkarz drużyny miał duży wkład w zdobycie tytułu wicemistrza Paragwaju.
Latem 2001 Masi przeniósł się do portugalskiego SC Salgueiros, w którym występował przez następny rok. W sezonie 2001/2002 nie zdołał się jednak ani razu wpisać na listę strzelców w rozgrywkach ligowych, a jego zespół zajął miejsce w strefie spadkowej i został relegowany z Primeira Liga. Jesienią 2002 grał jeszcze w swoim macierzystym Sportivo Luqueño, za to wiosną 2003 był zawodnikiem Club Olimpia ze stołecznego miasta Asunción. Później przez dwa lata reprezentował barwy Cerro Porteño, z którym w 2004 roku zdobył mistrzostwo Paragwaju, jednak pełnił rolę głębokiego rezerwowego. Zaraz po tym sukcesie powrócił na rok do Luqueño, natomiast karierę piłkarską zakończył w wieku 29 lat w chilijskim Audax Italiano, z którym w rozgrywkach Clausura 2006 osiągnął tytuł wicemistrzowski.

## Kariera reprezentacyjna
W seniorskiej reprezentacji Paragwaju Masi zadebiutował w 2001 roku za kadencji urugwajskiego selekcjonera Sergio Markariána. W tym samym roku został powołany na Copa América, gdzie rozegrał jedno spotkanie, a jego kadra nie zdołała wyjść z grupy. Ogółem swój bilans reprezentacyjny zamknął na siedmiu występach bez zdobytej bramki.